# Rebelové
Rebelové je český filmový muzikál režiséra Filipa Renče a scenáristy Zdeňka Zelenky, který se odehrává v českém pohraničí v červnu až srpnu roku 1968. Romantický písničkový příběh byl natočen v roce 2000 a v roce 2001 získal České lvy za kostýmy (Kateřina Mírová) a zvuk (Otto Chlpek, Radim Hladík ml.).
Většina železničních pasáží filmu byla natočena na Zubrnické museální železnici, filmové městečko Týniště představoval Úštěk.

## Děj
Film vypráví příběh tří maturantek – Terezy, Bugyny, Julči, a tří vojáků, uprchlíků z armády, chystajících se emigrovat – Šimona, Boba a Emana. Vojáci chtějí odjet do San Franciska, jsou však prozrazeni a příběh o velké lásce skončí jejím rozdělením. Tereza, její otec a jeho přítelkyně emigrují. Šimon skončí ve vězení.

## Obsazení
| Zuzana Norisová  | Tereza      |
| Jan Révai        | Šimon       |
| Alžbeta Stanková | Bugyna      |
| Anna Veselá      | Julča       |
| Jaromír Nosek    | Bob         |
| Ľuboš Kostelný   | Eman        |
| Tomáš Hanák      | otec Terezy |